# Jouswier
Jouswier (Friese uitspraak: [jɔ.ṷz’vi.ər]) is een terpdorp in de gemeente Noardeast-Fryslân, in de Nederlandse provincie Friesland.Jouswier ligt tussen Oostrum en Metslawier, ten noordwesten van Ee en ten zuiden van het water de Zuider Ee. Een echte dorpskern heeft het niet, de bewoning ligt aan de Bergsmawei. In 2023 telde het dorp 40 inwoners.

## Geschiedenis
De plaats werd in 1495 vermeld als Juusweer. in de 16e eeuw als Jwsweer, Juyswier, Iouswier, en Ionswie, in 1622 als Iuswier en in 1786 als Jouwswier. De plaatsnaam duidt waarschijnlijk op een voor bewoning opgeworpen hoogte van de persoon Jou(w) of Jouwe.
Waar de andere dorpen in de omgeving met het deel "wier" in de naam een vrij lage terp kennen, heeft Jouswier een relatief hoge terp. De terp bevindt zich in een kweldervlakte langs de Zuider Ee. De terp is in het begin van de jaartelling ontstaan. In de terp is een mantelspeld gevonden uit de 5e eeuw. De terp heeft nooit meer bebouwing gekend dan de kerk en de omringende panden. Tevens heeft er altijd een weg over de terp gelopen. Jouswier was het kleinste dorp van de voormalige gemeente Oostdongeradeel en diens opvolger Dongeradeel.
Het dorp ligt aan de doodlopende Bergsmawei, eertijds was deze weg niet doodlopend en liep een pad door naar Oostrum via Tilburen. De weg dankt zijn naam aan de vooraanstaande familie Bergsma. Petrus Bergsma was afkomstig van de state Barwegen bij Engwierum. Hij was secretaris van Oostdongeradeel. Om invloed uit te kunnen oefenen op de verkiezingen voor grietmannen en andere functies begon zijn zoon Wilhelmus Bergsma rond 1750 met het systematisch opkopen van stemhebbende boerderijen in Oostdongeradeel. Vervolgens werd de boerderij verkocht zonder het hornleger, de ondergrond waar de boerderij op stond en waar het stemrecht aan verbonden was.
In Jouswier waren er slechts zeven stemhebbende boerderijen; met vier stemhebbende boerderijen in het bezit had iemand het dus voor het zeggen. Bergsma slaagde er in 1758 in vier van de zeven boerderijen in handen te krijgen. Tien jaar later was hij eigenaar van alle zeven boerderijen en kon hij zich met recht "heer van Jouswier" noemen. Wilhelmus was onder meer gecommitteerde voor de Staten van Friesland, dijkgraaf en secretaris van Oostdongeradeel. Zijn zoon Petrus Adrianus Bergsma werd grietman van Dantumadeel en van hem en zijn vrouw hangen rouwborden in de Sint-Benedictuskerk in Damwoude.
Ten oosten van Jouswier ligt de N358. De doorgaande weg tussen Metslawier en Dokkumer Nieuwe Zijlen maakte vroeger bij Jouswier een haakse bocht en liep via de buurtschap Reidswal. Bij Reidswal zat een brug in de weg over de Zuider Ee, de Jouswierster Tille of Grote Tille In 1949 werd begonnen met het rechttrekken van deze weg. Bij Jouswier kwam net iets westelijker een nieuwe brug over de Zuider Ee: de Kowebrêge.
Jouswier lag tot de gemeentelijke herindeling van 1984 in de toenmalige gemeente Oostdongeradeel. Daarna viel het tot 2019 tot de gemeente Dongeradeel, waarna deze opging in de gemeente Noardeast-Fryslân.

## Stinsen
Tussen Ee en Jouswier bevonden zich in vroeger tijden meerdere stinsen. Een tweetal van deze stinsen viel onder Jouswier.

### Eernsma State of Blauwhuis
De naam Eernsma komt als eerste voor in 1444. Het goed wordt voor het eerst genoemd in 1511. Eernsma wordt op de Schotanuskaart van 1664 weergegeven als een van de "Edelen Staten", terwijl het op de Schotanuskaart van 1718 enkel één der "Stemmende Stellen" is. In 1464 wordt reeds een Pybe Eernsma vermeld. Hij trouwde met Wyts van Meckema. Pybe noemde zich dan ook vaak Meckema. Hun dochter Tieth trouwde met Feye Remmersma. Feye zou zich eveneens Meckema noemen. Dit echtpaar bezat naast Eernsma ook Nieuw Meckema in Kollum.
Met 105 pondemaat aan landerijen was Eernsma destijds de grootste boerderij van Jouswier. Eernsma werd gebruikt door een huurboer. De volgende eigenaar was Tieths zoon Pybe, getrouwd met Sjouck Tjarda van Starkenborgh. Pybes zoon Feye werd vervolgens de eigenaar. Hij was getrouwd met Ebel van Unia. Van hun drie kinderen erfde Pybe het goed Eernsma en erfde Julius de state Winia. Pybe droeg Eernsma in 1617 over aan zijn dochter Ebel van Meckema, weduwe van de eigenaar van de Humalda State, Frans van Humalda, en zijn zoon Menno Houwerda van Meckema. Menno was getrouwd met Luts van Feytsma en was tevens eigenaar van de Feitsma State bij Kollumeroudzijl.
In 1728 was het goed voor de helft in het bezit van de erfgenamen van Helena van Burmania, weduwe van Philippus van Humalda, en voor de helft van Julius Jelto van Unia. In 1758 wordt Eernsma gekocht door Wilhemus Bergsma. Op Eernsma rustten destijds twee stemmen; één op Eernsma zelf en één op het hornleger. Kort voor 1700 zal Eernsma namelijk afgebroken zijn en vervangen door de boerderij Klein Eernsma. Na de Franse tijd hadden deze stemmen geen waarde meer en verkochten de Bergsma's hun bezittingen in Jouswier. Klein Eernsma werd in 1837 afgebroken en vervangen door een nieuwe kop-hals-rompboerderij.

### Winia State
De Winia State bevond zich aan het noord naar zuid lopende deel van Winia's Reed. Hier bevonden zich tevens twee verhoogde stinsterreinen die tussen de 13e en 16e eeuw worden gedateerd. Deze terreinen werden in 1975 als rijksmonumenten aangemerkt. De Winia State was in het begin in het bezit van dezelfde eigenaren als de Eernsma State.
Een splitsing ontstond toen Tieth van Meckema's andere zoon, Julius, de state Winia erft. Hij was getrouwd met Auck Sickesdr van Tjessens, afkomstig van Holwerd. In 1640 was Winia in het bezit van Willem thoe Schwartzenberg en Hohenlansberg, een neef van Van Meckema. In 1728 was Allard van Burum de eigenaar, grietman van Ferwerderadeel. Ook deze state werd in 1758 door Wilhelmus Bergsma gekocht. Tegenwoordig staat er een boerderij uit de 19e eeuw.

## Petruskerk

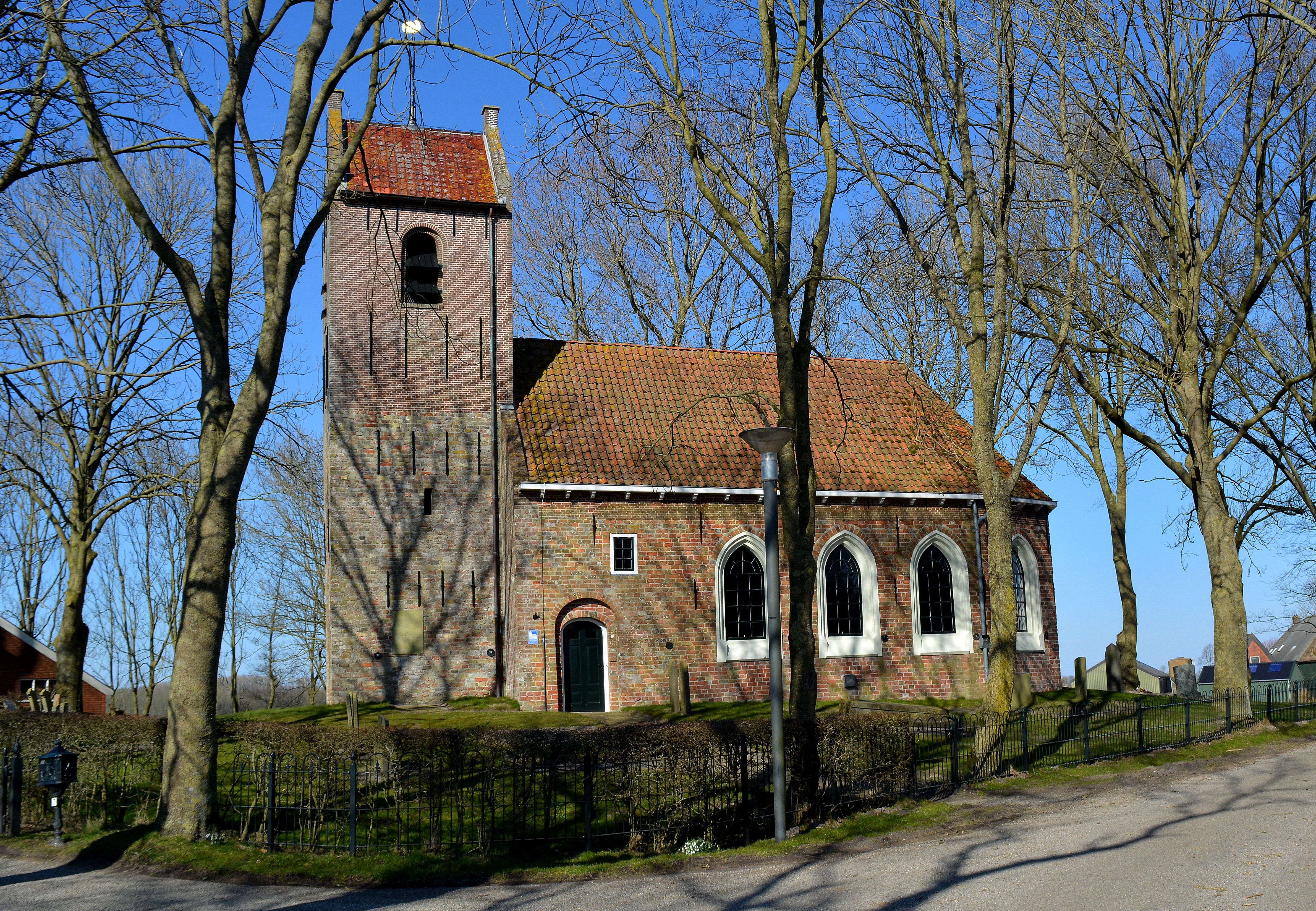
De Petruskerk van Jouswier uit 1557 met zadeldaktoren van twee geledingen uit 1752.

De Petruskerk van Jouswier dateert uit de 1557. Bij de bouw werd gebruikgemaakt van kloostermoppen van een voorganger die mogelijk de 13e eeuw stamde. De kerk was oorspronkelijk gewijd aan de apostel Petrus. De toren met zadeldak uit 1752 zal waarschijnlijk een andere toren vervangen hebben. In de zuidmuur zitten drie spitsboogvensters, maar de noordmuur is bijna geheel blind. De kap van de kerk werd in 1858 verhoogd met een kleinere steen. In 1876 werd de kerk wit gepleisterd, deze pleistering is bij de restauratie van 1978 verwijderd.
Het interieur wordt gekenmerkt door drie rouwkassen van de familie Bergsma. De drie varkentjes in het wapen van deze familie hebben de kerk de bijnaam "bargetsjerke" ("varkenskerk" in het Fries) gegeven. In de vierzijdige koorsluiting bevinden zich nog een sacramentsnis en een piscina. De preekstoel met klankbord dateert van de 19e eeuw. Het orgel werd in 1872 gebouwd door de gebroeders Adema voor een particulier in Makkum. Het kwam via Piaam naar Jouswier in 1916. Het orgel werd in 1982 gerestaureerd door Bakker & Timmenga.
De kerk is niet voorzien van elektriciteit en wordt nog verlicht door kaarsen. Jouswier vormde lang een hervormde gemeente met Oostrum. In 1955 gingen Jouswier en Oostrum een samenwerking aan met Ee. In 2003 volgde een fusie met Ee en werden de kerken van Jouswier en Oostrum overgedragen aan Stichting Alde Fryske Tsjerken. De kerk wordt zo nu en dan gebruikt voor concerten en diensten.

## Jouswierpolder
Ten zuidwesten van Jouswier ligt de polder en natuurgebied Jouswierpolder, de polder is onderdeel van de Marlannen. De polder was vroeger een meer. Volgens de kaart van Wopke Eekhoff werd het Jouswierstermeer in 1855 drooggelegd. De Jouswierpolder was tot 1910 een particuliere polder. In dat jaar werd het waterschap Jouswier opgericht. Anno 2019 is het een weidevogelgebied en maakt het deel uit van het natuurgebied Noard-Fryslân van Staatsbosbeheer.

## Cultuur
De bekende Friese dichter A.M. Wybenga (1881–1948), verwoordde het dorp en zijn omgeving in onderstaand gedicht.

Jouswier,
Dou bist mar in pjut fan in doarpke,

Hwat sobers oan d’ ein fan in wei,

Seis huzen en in âld tsjerkje,

En dêr is nou alles mei sei.

Dou hast mar in himpen fatsoentsje:

Hja groeven dyn terp amper wei;

Nou steane op it oerbleaune klobke

Dyn huzen elkoarren sa nei.

Mar dochs, as yn leaflike jounen

De dauwe oer dyn Marlannen tynt,

Dan likest in eilân yn ‘t sulver,

Dat wyt om dyn wenten him wynt.

Do leist dêr yn ‘t mids fan dyn greiden

Sa fredich, sa stil en sa blier;

Wol bistou de lytse fan trettjen,

Mar dochs sa’n romantysk Jouswier.

## Bevolkingsontwikkeling
| 54 | 63 | 68 | 69 | 78 | 82 | 58¹ | 74¹ | 71 | 73 | 77 | 63 | 64 | 55 | 37 | 55 | 55 | 45 | 45 | 40 |
| Data afkomstig van volkstellingen.nl, het CBS en uit Encyclopedie van het hedendaagse Friesland. ¹ inclusief deel van Groot Medhuizen. |    |    |    |    |    |     |     |    |    |    |    |    |    |    |    |    |    |    |    |

## Openbaar vervoer
Jouswier wordt bediend door vervoersmaatschappij Qbuzz:
- Lijn 63: Dokkum - Wetsens - Metslawier - Jouswier - Ee - Engwierum - Kollumerpomp - Kollum - Buitenpost[23]